# Marguerite Françoise Bouvier de la Mothe de Cepoy
Marguerite Françoise Bouvier de la Mothe de Cepoy, född 1762, död 1808, var en fransk aristokrat. Hon var mätress till Ludvig Filip av Bourbon-Orléans (1747–1793) från 1784 till hans död. 
Hon var dotter till markis Guillaume François de Cepoy och Élisabeth Amaranthe Jogues de Martinville och gifte sig 1784 med Georges Louis Marie Leclerc de Buffon (1764-1794). Samma år blev hon mätress till Orléans, men vilken hon fick en son, greve Victor du Buffon (1792-1812). Efter Orléans död hjälpte hon hans legitima söner ur fängelset. Hon tog ut skilsmässa 1794, och flyttade till England, där hon gav sitt stöd åt Ludvig Filip. Hon beskrivs som blint lojal och inte särskilt intelligent.